# ニコニコムービーメーカー
ニコニコムービーメーカー（英語：Niconico Movie Maker、略：NMM）とは、株式会社インターネットによって制作された動画作成ソフトウェアである。ニコニコ動画公式と銘打たれており、作成した動画を直接ニコニコ動画にアップロードできるなど、ニコニコ動画に特化した機能が搭載されている。

## 機能
静止画と音声、字幕をタイムライン画面で組み合わせて動画を作成できる。
動画作成ソフトウェアでありながら、動画そのものを編集する機能はないため、本格的な動画編集ソフトウェアに比べれば機能は貧弱である。ニコニコムービーメーカーは、リリース直前まで動画対応を検討していたが、swf形式対応を優先する、動画に対応することによってインターフェースが複雑になるなどの理由から、リリース第一弾は、静止画のみの対応としていたが2009年2月20日発売の有償版ソフト「ニコニコムービーメーカー（動画）」より動画製作にも対応された。
紙芝居形式の動画や、楽曲の演奏などを投稿する分には問題なく作成できる。現在では既存のツールで作成したswfファイルは投稿できない（ニコニコ動画はswf形式での受付を終了した）。

## 今後の展開
インターネット社社長の村上昇によれば、当面は無償版の機能アップに努めるが、それをベースに有償版も検討しているとインタビューで語っている。有償版がでても、無償版の提供は続けていく方針である。

## 制限
現在、ニコニコムービーメーカーには約10分（正確には640秒）以上の長さの動画が作成できないという制限がある。これはソフトウェアの問題ではなく、swfのファイル形式そのものの制限であり、swfファイルに格納できるフレーム数に上限があることに由来する。そのため、現在のところ仕様扱いとなっている。

## 参考記事
- ニコニコ動画用動画作成ソフト「ニコニコムービーメーカー」提供開始
- ニコニコムービーメーカーが、動画編集に対応しない理由──インターネット村上社長に聞く（前編）
- ユーザーの権利意識は変わりつつある──インターネット村上社長に聞く（後編）